# Морейра, Диегу
Дие́гу Мануэ́л Жа́дон да Си́лва Море́йра (порт. Diego Manuel Jadon da Silva Moreira; род. 6 августа 2004) — португальский и бельгийский футболист, вингер клуба «Страсбур».

## Клубная карьера
Выступал за футбольную академию бельгийского клуба «Стандард». В августе 2020 года стал игроком футбольной академии лиссабонской «Бенфики». В сезоне 2021/22 в составе юношеской команды «Бенфики» выиграл Юношескую лигу УЕФА. 13 мая 2021 года дебютировал в основном составе «Бенфики» в матче португальской Примейра-лиги против клуба «Пасуш де Феррейра».
В июле 2023 года перешёл в английский клуб «Челси» в качестве свободного агента.
1 сентября 2023 года на сезон был отдан в аренду во французский клуб «Олимпик Лион».

## Карьера в сборной
У Морейры двойное гражданство — бельгийское и португальское. В начале 2019 года он провёл два матча за сборную Бельгии до 15 лет.
В августе 2019 года дебютировал за сборную Португалии до 15 лет. В дальнейшем выступал за сборные Португалии до 16, до 18, до 19 лет и до 21 года.
20 мая 2025 года получил первый вызов в сборную Бельгии .

## Достижения
«Бенфика»
- Чемпион Португалии: 2022/23